# A.k.a. Cartoon
a.k.a. Cartoon — kanadyjska spółka filmów animowanych znajdująca się w Vancouver w Kolumbii Brytyjskiej. Została założona przez Danny’ego Antonucciego 1 kwietnia 1994 roku.

## Produkcje
- The Brothers Grunt (1994–1995)
- Ed, Edd i Eddy (1999–2009)[1]